# NGC 6671
NGC 6671 is een spiraalvormig sterrenstelsel in het sterrenbeeld Lier. Het hemelobject werd op 6 juni 1864 ontdekt door de Duitse astronoom Albert Marth.

## Synoniemen
- UGC 11299
- MCG 4-44-6
- ZWG 143.6
- IRAS 18354+2622
- PGC 62148